# Distretto di Musakhel (Afghanistan)
Il distretto di Musa Khel è un distretto dell'Afghanistan appartenente alla provincia di Khowst. Viene stimata una popolazione di 39 200 abitanti (dato 2012-13).